# Eragrostidinae
Eragrostidinae, podtribus trajnica i jednogodišnjeg bilja iz porodice trava, dio je tribusa Eragrostideae, čije su vrste iz 5 rodova rasprostranjene po svim kontinentima.
Najrasprostranjeniji je i najpoznatiji rod kosmatka (Eragrostis), od kojih 3 vrste rastu i u Hrvatskoj, dvije od njih su mala i mnogocvjetna kosmatka

## Rodovi
Subtribus Eragrostidinae J. Presl
1. Cladoraphis Franch. (2 spp.)
2. Eragrostis Wolf (433 spp.) (sin. Acamptoclados, Catalepis, Diandrochloa, Ectrosia, Ectrosiopsis, Harpachne, Heterachne, Neeragrostis, Planichloa, Pogonarthria, Psammagrostis, Viguierella)
3. Richardsiella
4. Steirachne
5. Stiburus (sin. Triphlebia)